# Samorząd mieszkańców miast
Samorząd mieszkańców miast – zorganizowany został w celu integracji społecznej  mieszkańców miast i współdziałania z organizacjami społeczno-gospodarczymi. Zadaniem samorządu było zapewnianie udziału mieszkańców w rozpatrywaniu spraw socjalno-bytowych, kulturalnych, opieki zdrowotnej, sportu, wypoczynku i innych, związanych z miejscem zamieszkania.
Samorząd mieszkańców działał w osiedlach miejskich. Działalność w organach samorządu miała charakter społeczny.

## Powołanie samorządu
Na podstawie ustawy z 1983 r. o systemie rad narodowych i samorządu terytorialnego ustanowiono zasady funkcjonowania samorządu mieszkańców miast.

## Organy samorządu
Organami samorządu mieszkańców miast było:
- ogólne zebranie mieszkańców albo konferencja delegatów - jako organy stanowiące,
- wybrane na zebraniu mieszkańców albo konferencji delegatów przedstawicielstwa samorządowe, jak również inne specjalistyczne organy samorządowe - jako organy wykonawcze.

## Udział  w zebraniu
Prawo do udziału w zebraniu mieli wszyscy mieszkańcy osiedla mieszkaniowego (obwodu, domu), posiadający czynne prawo wyborcze do rad narodowych.
Organ wykonawczy samorządu był odpowiedzialny przed ogólnym zebraniem mieszkańców lub konferencją delegatów.

## Zadania samorządu
Do zadań samorządu mieszkańców należało:
- zapewnianie udziału mieszkańców w rozpatrywaniu spraw socjalno-bytowych i kulturalnych, związanych z miejscem zamieszkania,
- kształtowanie właściwych stosunków współżycia,
- organizowanie samopomocy mieszkańców i wspólnych prac na rzecz miejsca zamieszkania, a zwłaszcza w zakresie opieki nad młodzieżą i jej wychowywaniem, rozwijania opieki zdrowotnej i pomocy społecznej, upowszechniania kultury, utrzymywania porządku, spokoju i czystości.
- samorząd mieszkańców sprawował kontrolę społeczną nad działalnością jednostek organizacyjnych związanych z warunkami życia w osiedlu.

Samorząd mieszkańców w zakresie swoich zadań:
- w ramach ustaleń planu społeczno-gospodarczego miasta (dzielnicy) podejmował uchwały w sprawach utrzymywania, konserwacji i remontu obiektów mieszkalnych, osiedlowych urządzeń socjalnych kulturalnych i sportowych oraz w innych sprawach przekazanych mu do rozstrzygnięcia przez radę narodową stopnia podstawowego,
- opiniował pozostałe sprawy należące do zakresu działania samorządu mieszkańców, a zwłaszcza sprawy dotyczące rozwoju i funkcjonowania sieci handlowej i usługowej, komunikacji, osiedlowych placówek opieki zdrowotnej i oświatowo-wychowawczych, wykorzystywania funduszów przeznaczonych na opiekę społeczną,
- przedstawiał właściwym jednostkom organizacyjnym lub ich jednostkom nadrzędnym wnioski z wyników kontroli społecznej,
- mógł uczestniczyć w postępowaniu administracyjnym na zasadach ustalonych dla organizacji społecznych przez Kodeks postępowania administracyjnego,
- organizował i prowadził działalność społeczną na rzecz zaspokajania wspólnych potrzeb mieszkańców.
- mógł opiniować projekty planu społeczno-gospodarczego miasta (dzielnicy) i projekty zagospodarowania przestrzennego oraz inne projekty uchwał rad narodowych w części dotyczącej osiedla mieszkaniowego.

## Fundusze samorządu
Fundusze samorządu mieszkańców składały  się z:
- wydzielonych przez rady narodowe środków finansowych,
- dobrowolnych wpłat zakładów, organizacji i mieszkańców oraz środków uzyskiwanych z organizowanych przez samorząd przedsięwzięć.

## Statut samorządu
Szczegółowe zasady działania samorządu mieszkańców określał statut. Statut samorządu uchwalało ogólne zebranie mieszkańców lub konferencja delegatów. Statut wchodził on w życie po zatwierdzeniu przez właściwą radę narodową stopnia podstawowego.
Statut  określał  w szczególności:
- nazwę i teren działania samorządu mieszkańców,
- przyjęte zadania,
- strukturę organizacyjną,
- zasady i tryb zwoływania zebrania mieszkańców i konferencji delegatów oraz warunki ważności podejmowania uchwał,
- organy wykonawcze samorządu i zakres ich zadań,
- sposób gospodarowania środkami finansowymi w ramach planu finansowo-rzeczowego samorządu,
- zasady uzupełniania składu organu samorządu w toku kadencji,
- zasady składania przez organy samorządu sprawozdań przed mieszkańcami.

Nadzór nad działalnością samorządu mieszkańców sprawowała właściwa rada narodowa stopnia podstawowego oraz w jej imieniu prezydium.